# لاتخاذ زوجة (فلم)
لاتخاذ زوجة (بالإنجليزية: To Take a Wife) هو فيلم دراما تم إنتاجه في فرنسا وإسرائيل وصدر في سنة 2004.

## وصلات خارجية
- مقالات تستعمل روابط فنية بلا صلة مع ويكي بيانات